# بيوسينت (باد كاليه)
بيوسينت، باد كاليه (بالفرنسية: Beussent)‏ هي بلدية تقع في إقليم باد كاليه من منطقة نور با دو كاليه في شمال فرنسا. تبلغ مساحة هذه المدينة 15.93 (كم²)، وترتفع عن سطح البحر 32 م، يبلغ عدد سكانها 500 نسمة حسب إحصاء المعهد الوطني للإحصاء والدراسات الاقتصادية سنة 2009 م. وترأس Philippe Piquet البلدية خلال فترة (2001-2008).